# Крунске земље Комонвелта
Крунске земље Комонвелта (енгл. Commonwealth realms) заједничко је име за 15 суверених држава које признају британског монарха као свог краља и шефа државе. Британски монарх није поглавар Крунских земаља Комонвелта (јер то није суштински ентитет), него сваке од ових држава засебно. У свакој од њих он поставља, незванично по предлогу шефа одговарајуће владе, генералног гувернера (енгл. Governer-General) који је њен представник у датој држави. Крунске земље Комонвелта не треба мешати са Комонвелтом. 
Историјски гледано, тихим распадом Британске империје настаје већи број независних држава који су до тада били британске колоније или протекторати. По стицању независности већина ових држава је иницијално прихватила владајућег британског монарха за шефа својих новостворених држава. Међутим, одређен број на то није пристао а много оних који су иницијално пристали на овакав компромис се касније одлучује да самостално именује шефа државе.
Тренутно, следеће државе чине Крунске земље Комонвелта (Commonwealth realms):
- Антигва и Барбуда
- Аустралија
- Бахаме
- Белизе
- Гренада
- Јамајка
- Канада
- Нови Зеланд
- Папуа Нова Гвинеја
- Сент Китс и Невис
- Света Луција
- Сент Винсент и Гренадини
- Соломонова Острва
- Тувалу
- Уједињено Краљевство

Функција монарха у овим државама је церемонијална и симболична и она нема суштинску моћ над њима. Све ове државе су суверене и имају могућност да прогласе републику. Новопроглашени краљ Чарлс III ће морати да добије одобравање сваке од чланица уколико жели да преузме одговарајуће титуле. Ова улога је историјски често била парадоксална. Тако нпр. за време владавине краља Џорџа VI, Канада је Немачкој прогласила рат неколико дана после УК тако да је Џорџ истовремено био у рату и у миру са Немачком. Нешто касније, током сукоба Индије и Пакистана 1947., Џорџ VI, који је тада био краљ обе земље, се нашао у недефинисаном рату против самог себе. Ово је често отварало питање да ли се заправо ради о јединственој круни или о више круна за сваку од држава, те колико наклоњеност појединачним државама утиче на друге. Такође, чињеница да је владајући британски монарх уједно и поглавар Англиканске цркве доноси питање да ли је могуће да такав владар предводи разнолико становништво какво је оно у неким од Крунских држава.
У многим од држава којима је влада краљ постоје јаке републиканске струје, нарочито у Аустралији и на Новом Зеланду. Утолико је опстанак оваквог стања ствари под знаком питања, поготово након устоличења новог монарха. Многи су гледали краљицу као симбол јединства и традицију коју не треба мењати, тако да се Commonwealth realms није знатно променио за време владавине Чарлс III (искључујући Барбадос ). Будућност крунских земаља Комонвелта је упитна након устоличења краља Чарлса III, узимајући у о у обзир бројне факторе од контроверзне погибије принцезе Дајане, непопуларност нове краља, скандал са принцом Ендруом, итд.